# Václav Čeněk Bendl-Stránický

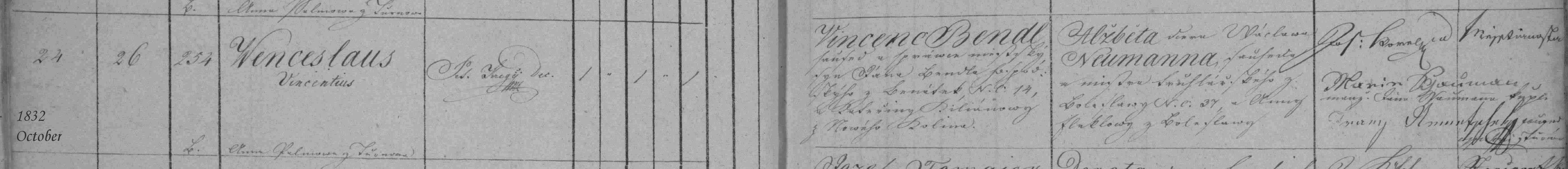
matriční zápis o narození a křtu Václava Bendla (matrika N index N 1832-1843 Turnov (SOA Zámrsk))

Václav Čeněk Bendl-Stránický (24. října 1832 Turnov – 27. června 1870 Volyně) byl český římskokatolický duchovní, básník, spisovatel a překladatel děl Puškina a Lermontova do češtiny.

## Život
Narodil se v Turnově v úřednické rodině Vincence (Čeňka) Bendla a jeho manželky Alžběty, roz. Neumannové. Pokřtěn byl jmény Václav Vincentius (Čeněk). Studoval na pražském Akademickém gymnáziu, kde během studií redigoval studentská periodika. Studium ukončil bez maturity. Spolupracoval s J. V. Fričem a přátelil se s Boženou Němcovou (která jej hmotně podporovala). V letech 1853–1857 přispíval do Mikovcova časopisu Lumír. Příliš se mu nedařilo, a tak vstoupil, v podstatě z existenčních důvodů, do kněžského semináře, kde studoval v letech 1856–1860. Jako bohoslovec přispíval do časopisu Blahověst, redigovaného vyšehradským proboštem Václavem Štulcem. V roce 1860 přijal kněžské svěcení a posléze působil jako kaplan v několika farnostech na jihu Čech, naposledy ve Volyni, kde byl katechetou a posléze ředitelem na hlavní škole. Ve Volyni také v roce 1870 zemřel a byl pohřben.

## Dílo

### Básnické sbírky
- Zvadlé růže
- Písně

### Próza
- Formulář na romány
- Přátelské dopisy
- Tatínkovy juchty
- Nejnovější český galanthomme čili Krasochovník

### Překlady

#### A. S. Puškin
- Básně rozpravné
- Evžen Oněgin